# Dmitri Sinkovski
Dmitri Sinkovski (Russisch: Дмитрий Синьковский) is een Russisch contratenor, violist en dirigent. Tevens is hij de medeoprichter van het Pratum Integrum ensemble en de oprichter van het La Voce Strumentale ensemble.

## Levensloop
Sinkovski studeerde aan het Tsjaikovski-Conservatorium in Moskou, in de klas van prof. Aleksandr Kirov (2001-2005). Hij volgde ook de lessen van Marie Leonhardt en volgde meestercursussen gehouden door Thomas Zehetmair, Sigiswald Kuijken, Ryo Terakado, Roger Norrington en Andreas Staier. Hij beëindigde zijn studies met een cursus kamermuziek bij Alexei Lubimov.
In 2003 werd hij lid van het ensemble “Musica Petropolitana” en was medeoprichter van “Pratum Integrum”, een ensemble dat specialiseert in oude Russische muziek. Dmitri heeft werk opgenomen van Georg Philipp Telemann, Anton Ferdinand Tietz, Antonio Rosetti, Johann Christian Bach en kwartetten van Joseph Woefl. 
Hij dirigeerde ensembles zoals “Il Complesso barocco” (Alan Curtis, Italië), “Collegium Marianum” (Jana Semeradova, Tsjechië), “The Harmony of Nations” (Elisabeth Baumer, Oostenrijk), “Bizzarie Armoniche” (Elena Russo, Italië), “Capriola Di Gioia” (Bart Naessens, België), “La Claudiana” (Luca Pianca, Italië) en “Musica Antiqua Roma” (Riccardo Minasi, Italië).
Zijn repertoire strekt van de Italiaanse componisten uit de 16th and 17th century en Biber’s Mystery sonatas tot aan de achttiende-eeuwse werken van J. S. Bach, Locatelli, Leclair, Tartini, Corelli, Vivaldi, Pisendel alsook later werk van componisten zoals Mozart, Beethoven, Mendelssohn, Brahms.
Vanaf 2005 doceerde Sinkovski viool aan het Tsjaikovski-Conservatorium in Moskou (departement Oude muziek). Hijzelf speelt op een Franscesco Ruggeri viool uit Cremona (1680).
In 2011 heeft Sinkovski het La Voce Strumentale ensemble opgericht voor winnaars van internationale muziekconcoursen.

## Onderscheidingen
Hij werd bekroond in verschillende concours:
- in het Festival Musica Antiqua Brugge in Brugge behaalde hij de Eerste prijs in 2008.
- in het Concours Heinrich Ignaz Franz Biber in Oostenrijk verwierf hij de Romanus Weichleinprijs en de prijs voor de beste vertolking van Oostenrijkse muziek, in 2009.
- In het Bach Concours in Leipzig kreeg hij de derde prijs in 2006.
- In 2005 ontving hij de Premio Bonporti in Italië.
- In 2011 ontving hij de eerste prijs in het Telemann Concours te Magdeburg.